# The Crisis (rivista)
The Crisis è la rivista ufficiale della National Association for the Advancement of Colored People (NAACP), associazione statunitense per la promozione dei diritti civili. È stata fondata nel 1910 e suo primo direttore è stato William Edward Burghardt Du Bois.
Fin dal suo esordio, la rivista ha recato il sottotitolo A Record of The Darker Races (Una testimonianza delle razze più scure). Nel 1997 è stata rinominata The New Crisis: The Magazine of Opportunities and Ideas, ma nel 2003 è tornata al titolo originario.

## Storia
Il primo numero della rivista è stato pubblicato nel novembre del 1910. Tra i fondatori risultano W. E. B. Du Bois, che ne fu direttore, Oswald Garrison Villard, J. Max Barber, Charles Edward Russell, Kelly Miller, W. S. Braithwaite e M. D. Maclean. Il titolo fu tratto dal poema The Present Crisis di James Russell Lowell. Pubblicata mensilmente, nel primo anno raggiunse il migliaio di lettori, ma già nel 1916 raggiunse le trentamila copie (tre volte il numero dei soci dell'associazione) e nel 1919 superò le centomila. Uno dei collaboratori più assidui fu Casper Holstein, un mafioso statunitense di New York, coinvolto nel racket dei numeri.

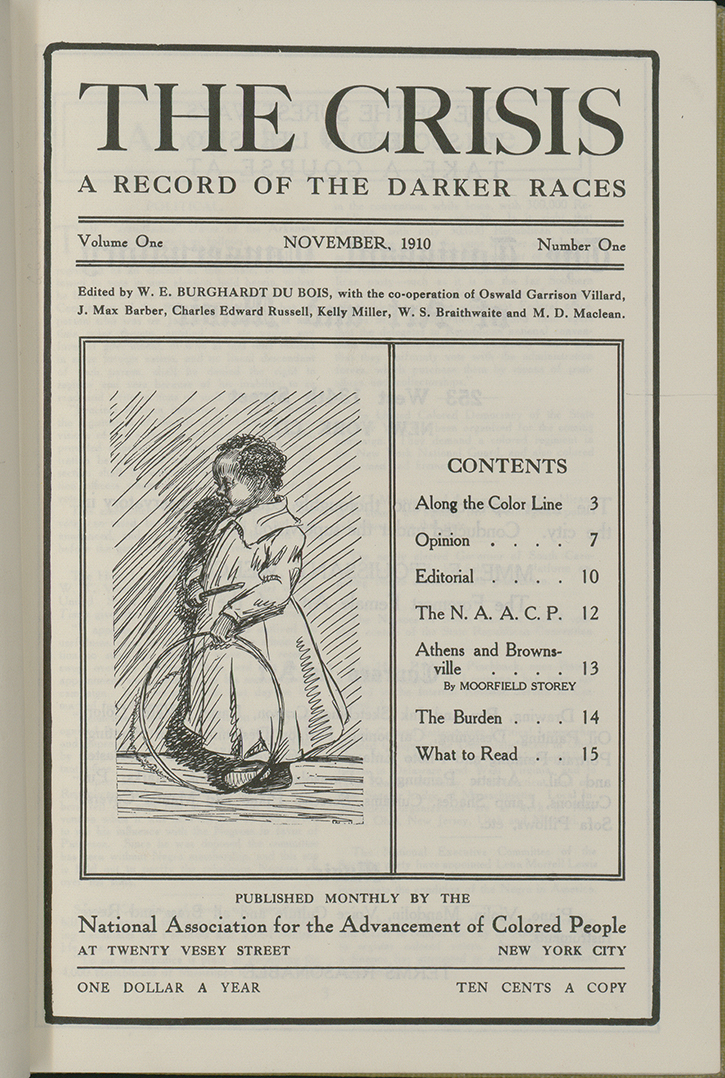
Copertina del primo numero, novembre 1910.

Nel primo editoriale, Du Bois espresse i suoi propositi come:
(W. E. B. Du Bois, Editorial, «The Crisis», novembre 1910)
Sebbene affrontasse prevalentemente temi d'attualità, su The Crisis furono pubblicati anche poesie, recensioni e saggi sulla cultura e la storia. Attraverso la rivista, Du Bois pubblicò le opere di scrittori associati all'Harlem Renaissance. Il periodo compreso tra il 1919 e il 1926, durante il quale Jessie Redmon Fauset fu direttore letterario, la rivista raggiunse il suo massimo come contenuto letterario, con la pubblicazione di opere di Arna Bontemps, Langston Hughes, Countee Cullen e Jean Toomer.
Come Du Bois stesso affermò in Dusk of Dawn (1940), attraverso la rivista espresse prevalentemente la sua opinione. La rivista inoltre investì i suoi profitti nell'etichetta discografica Black Swan Records. Finché questa fu in linea con il programma liberale di riforme sociali e uguaglianza razziale della NAACP, rivestì quindi il ruolo di direttore; ma, quando negli anni trenta sostenne una forma di separatismo delle persone di colore, entrò il contrasto con la direzione dell'associazione e ciò condusse alle sue dimissioni nel 1934. Fu sostituito da Roy Wilkins, che diresse la rivista fino al 1949.
Wilkins muto linea politica, appoggiando il New Deal di Franklin Delano Roosevelt che era stato invece osteggiato da Du Bois. Ridusse progressivamente i contributi letterari e, dagli anni quaranta, la sezione di attualità - ormai superata dal proliferare di quotidiani e settimanali rivolti alla comunità afroamericana. Introdusse, invece, nel 1937 un indice bibliografico annuale sugli studi razziali (black studies) che sarà curato da Arthur Barnett Spingarn fino al 1968 e costituirà in seguito un importante riferimento per il proseguimento di tali studi.
Dal 1949 al 1966 la rivista fu diretta da James W. Ivy che diede alla rivista un respiro internazionale, concentrandosi anche sul processo della decolonizzazione. Il successivo direttore fu Henry L. Moon, sostituito nel 2007 da Jabori Asim.
La rivista ha mantenuto nel corso della sua storia un approccio erudito e lontano dagli estremismi.